# لیگ یک اسکاتلند
لیگ یک اسکاتلند (انگلیسی: Scottish League One)سومین لیگ فوتبال معتبر در کشور اسکاتلند است.